# Brokát

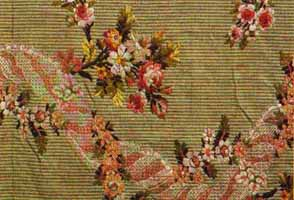
Hedvábný brokát, Lyon 1760-1770

Brokát je původně těžší hedvábná tkanina se žakárovým vzorováním z nití obsahujících kovová vlákna. Pro brokát vytkávaný stříbrnou nití se používá označení stříbrohlav.
Ve 21. století se označení brokát používá také pro (všechny) textilie s výrazným plastickým vzorováním.
Známé jsou zejména bavlněné brokáty s žakárovým vzorováním a stuhy vyráběné horizontálním (backstrap) nebo destičkovým tkaním.

## Hedvábný brokát

### Z historie
Podle některých nepotvrzených údajů měl být brokát známý na území dnešního Íránu už před 7000 lety.  Nálezy odtud z období před cca 2000 lety dokazují, že se tam vyráběly brokáty s typickými motivy květin, zvířat i lidských postav. 
V Evropě bylo tkaní brokátu známé asi od 13. století v Itálii. Z italského broccare (vyšívat) pochází označení této tkaniny používané v malých obměnách v evropských jazycích.
V Indii se koncem 20. století zabývalo výrobou brokátu (a sárí) asi 120 000 domáckých tkalců, z toho 95 % ve mzdě podnikatele, který jim opatřil obarvenou přízi, odebral od nich tkané zboží a případně pronajal tkalcovský stav. Tkadlec v roce 2005 vydělával 400–450 € za rok.

### Způsob výroby

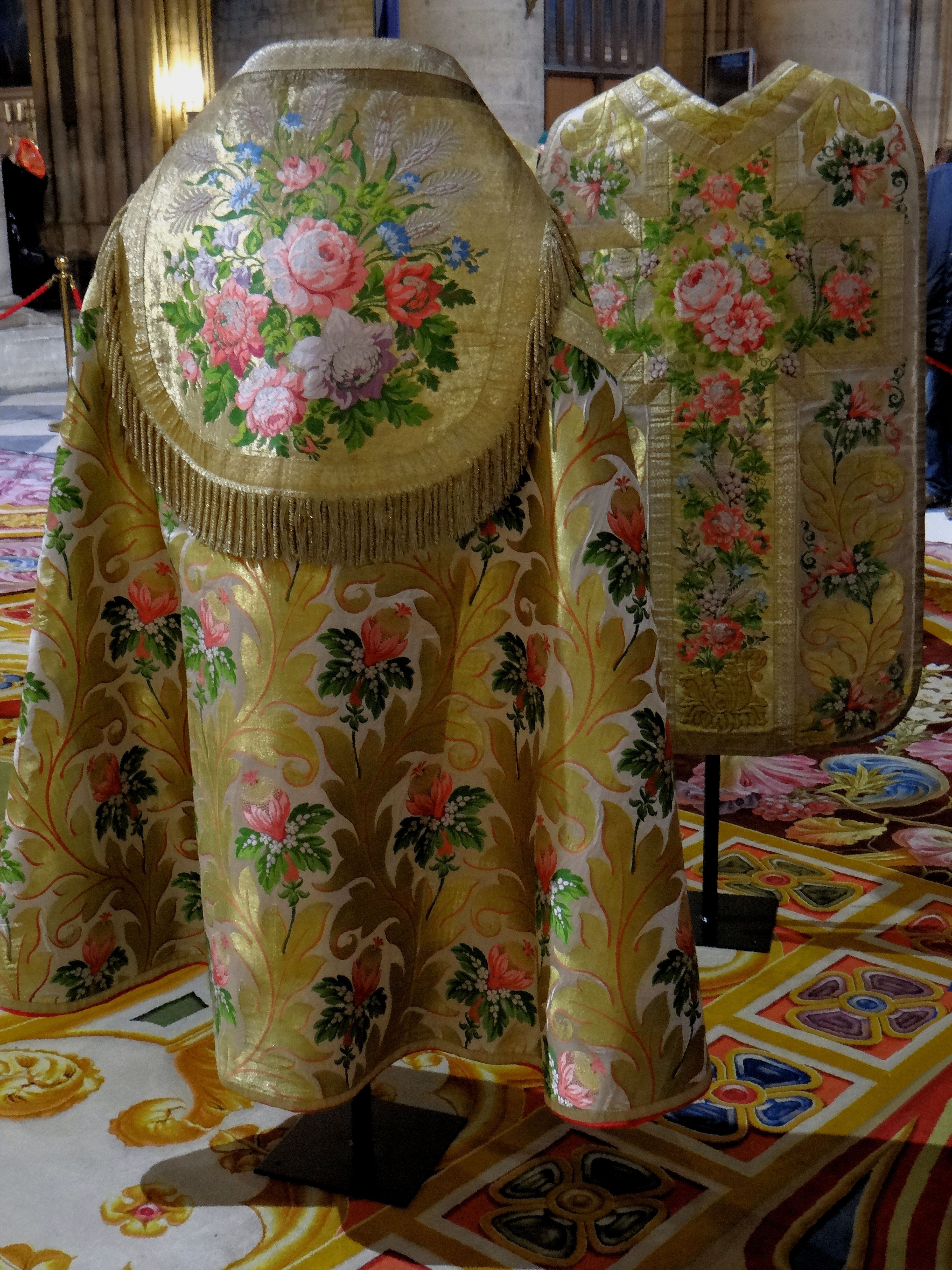
Zlatý brokátový pluviál a ornát z roku 1837

Klasický hedvábný brokát se tká na ručních stavech s pracovní šířkou asi do 120 cm. V Indii a v Číně se z části používají tzv. brokátové stavy s tradičním vzorovacím zařízením (v Indii zvané naksha). Zařízení funguje na stejném principu jako žakárový stroj. Systém šňůr zavěšených na komplikovaně sestavených bambusových tyčích je poháněn šlapáním na pedály a řízen přes děrované karty. Stav zabírá asi 10 m2 plochy a výšku 5 m. K jeho obsluze jsou nutní dva pracovníci. U části stavů je naksha nahrazena žakárovým ústrojím (jejich podíl není na začátku 21. století známý). Útek se při tkaní odvíjí z člunečku, který tkadlec protahuje ručně prošlupem mezi osnovními nitěmi. Brokátový vzor se vetkává jako přídavný útek do podkladové tkaniny.
V Indii jsou známé dva základní druhy: kontinuální Fekuan a diskontinuální Katruan.
- Fekuan sestává ze vzorů, u kterých se jednotlivé motivy rozkládají po celé šířce tkaniny a vzorový útek přechází nepřetržitě od jednoho motivu ke druhému. Vzorové nitě pokrývají jen malou část plochy tkaniny a konce nití často odstávají na rubu tkaniny, kde se musí pečlivě odstřihovat.
- Katruanové vzory nezabírají celou šířku tkaniny. Vzorové nitě se vetkávají tak, že na rubu tkaniny neflotují, motivy (většinou vícebarevné) jsou zřetelnější. Katruan se tká jen ručně, na výrobu cca 5,5 m tkaniny na sárí se počítá až s 1000 hodinami lidské práce.[11]

### Materiálové složení
Základní tkanina sestává v osnově ze skané hedvábné příze v jemnostech cca 20–⁠30 tex a z útku z jednoduché hedvábné příze nebo viskózových filamentů podobné jemnosti. V osnově bývá 60–⁠120 nití na cm, v útku cca 15–⁠30. Přídavný vzorovací útek může být v jedné tkanině v rozdílné jemnosti (průměr 0,2–⁠0,5 mm).  V novějších výrobcích se často používají vzorovací nitě z lurexu a podobných materiálů.

### Použití
Z brokátu se zpracovávají např. společenské oděvy, bytové textilie, tapety. Cena ručně tkaných brokátů může dosahovat 50–⁠100 USD/m.
Ke zvláštnostem patří:
Svatyně Ka'ba v Mekce je potažena černým brokátem zvaným kiswa, který se každoročně mění.
Pelerína z hedvábí madagaskarského zlatého pavouka (viz snímky v galerii).

## Bavlněný brokát
Bavlněný brokát se tká v šířce do 150 cm na strojích s žakárovým zařízením. V 21. století přišel do módy tzv. africký brokát vzorovaný kombinací žakáru a potiskování. Vzorování odpovídá africkému vkusu. Zboží se tká v Evropě (v České republice, Německu a Rakousku), potiskuje a barví se např. v Mali, kde je úpravou tkaniny zaměstnáno až 250 000 lidí.

## Brokátové stuhy a pásy
- Destičkovou technikou se zhotovovaly stuhy s přídavným útkem ze zlatých nití již asi 700 let před n. l.[15] Jako vzorovací útek se používá jádrová příze z hedvábí oskaného např. zlatým páskem, stříbrný drát o průměru 0,3–⁠0,5 mm nebo barevná příze z hedvábí nebo z vlny.[16]

V 21. století se provozuje amatérské destičkové tkaní v mnoha zemích na světě. Amatérské tkadleny se sdružují v dobrovolných mezinárodních organizacích, ve kterých se především vyměňují návody na nové vazby a vzory. O profesionální výrobě brokátových stuh a pásů není však ve světě nic známo.
- Horizontální tkaní stuh (backstrap) je technika, kterou se ručně zhotovují tkaniny do šířky asi 50 cm za pomoci jednoduchých nástrojů tak, že se jeden konec osnovy zachytí na pevném rámu (nebo např. stromu) a druhý konec ve vzdálenosti 4–⁠5 m na popruhu, který je uvázaný kolem pasu tkadleny.[19] Z několika zemí Latinské Ameriky je horizontální tkaní brokátových stuh známé jako profesionální činnost.[20] Návod ke tkaní metodou backstrap pro amatéry je publikován na internetu v několika verzích.[21]

## Rozsah výroby brokátu
Podrobné informace o výrobě a prodeji brokátu v celosvětovém měřítku se dají získat z každoročních analýz trhu. Např. 150stránková zpráva za rok 2015 se nabízí za 2800 USD.

## Galerie brokátů

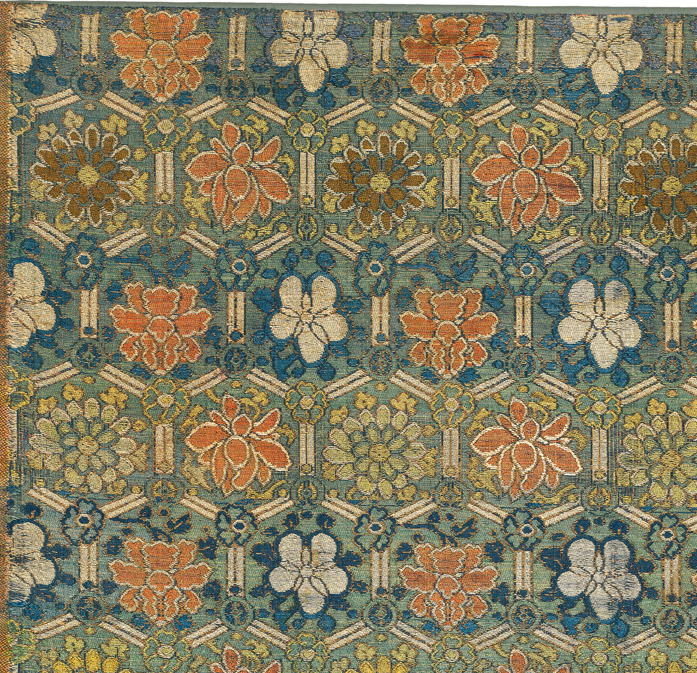
Čínský brokát z období 14.–17. století
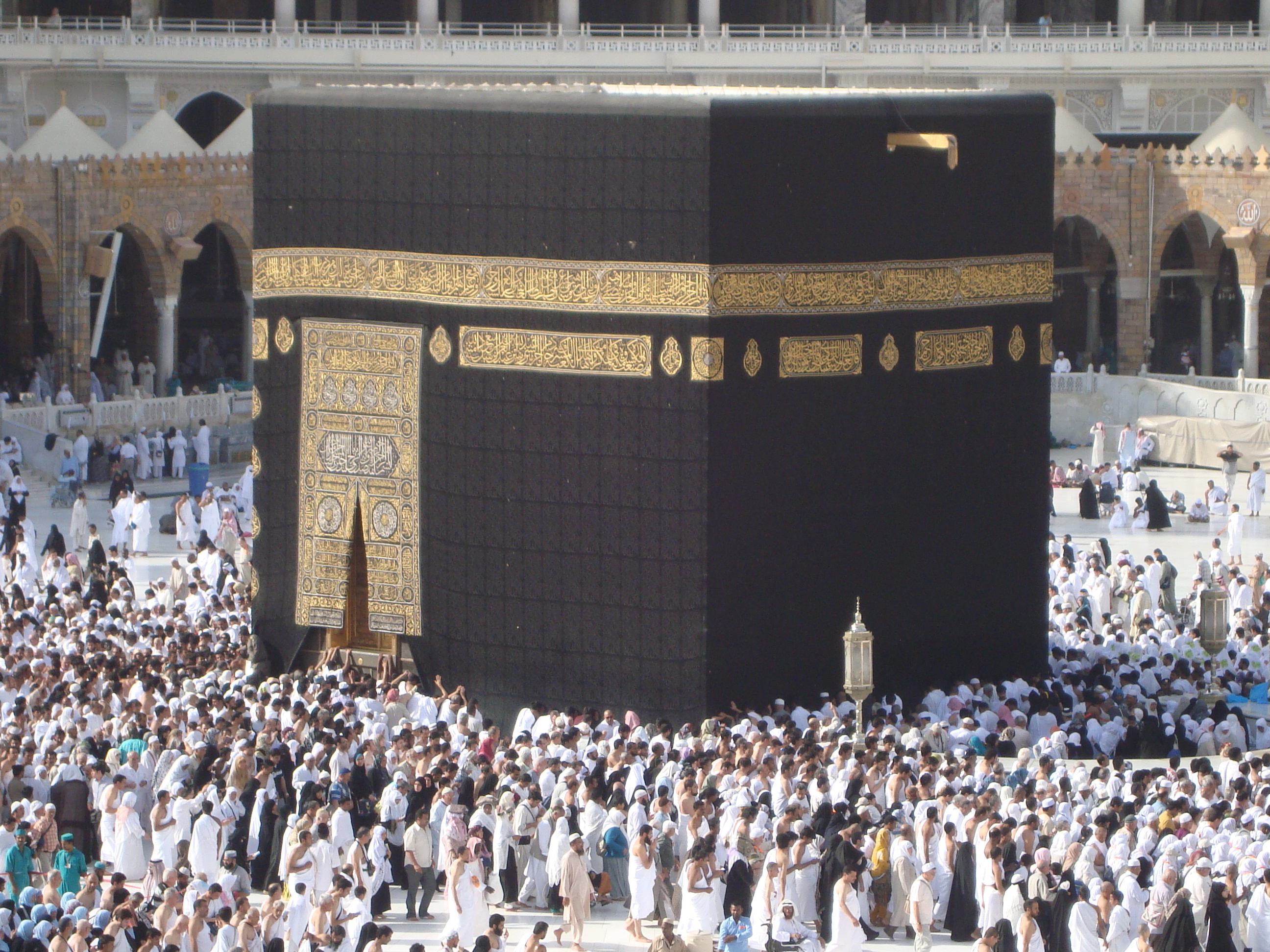
Brokát kiswa v Mekce
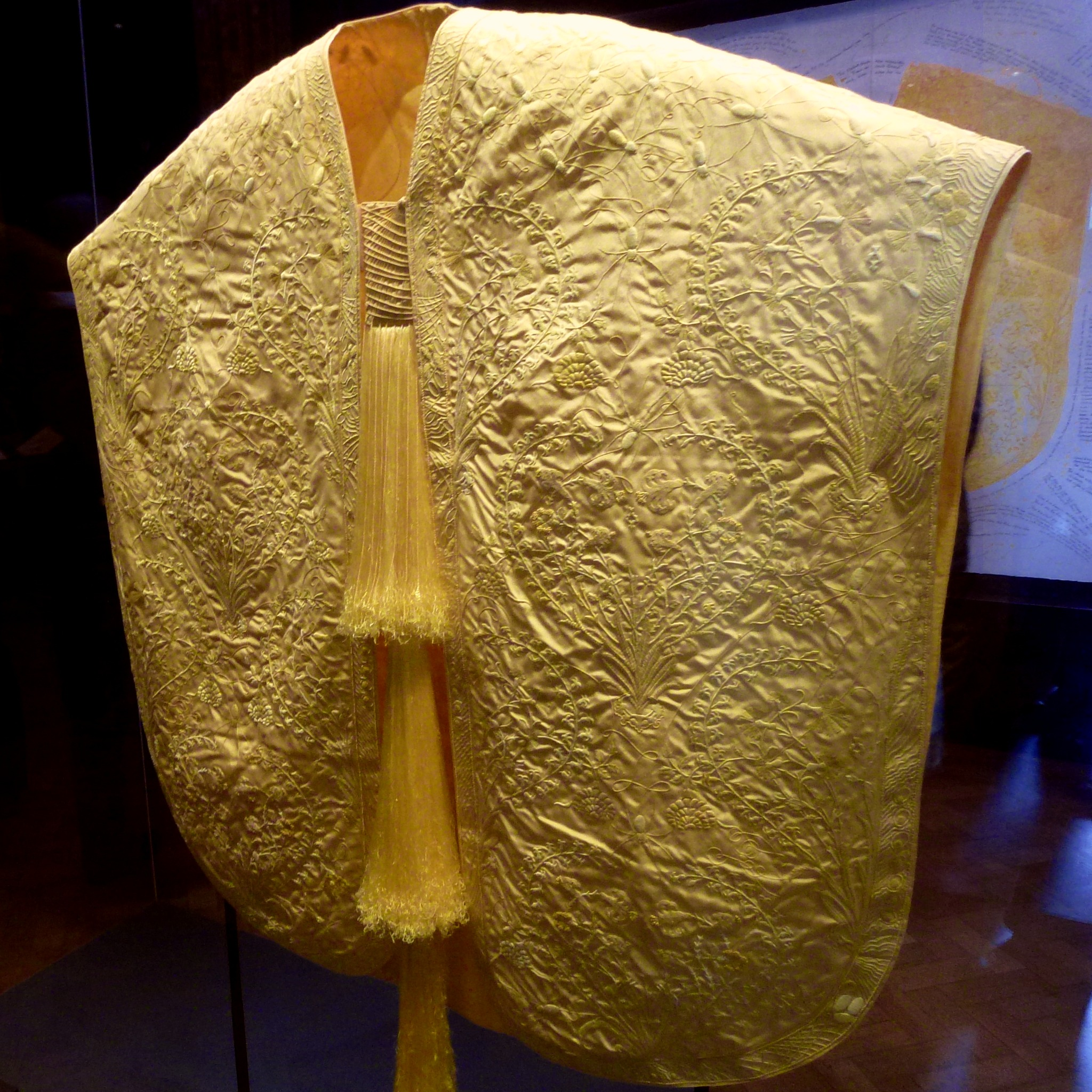
Pelerína z pavoučího hedvábí (2009)
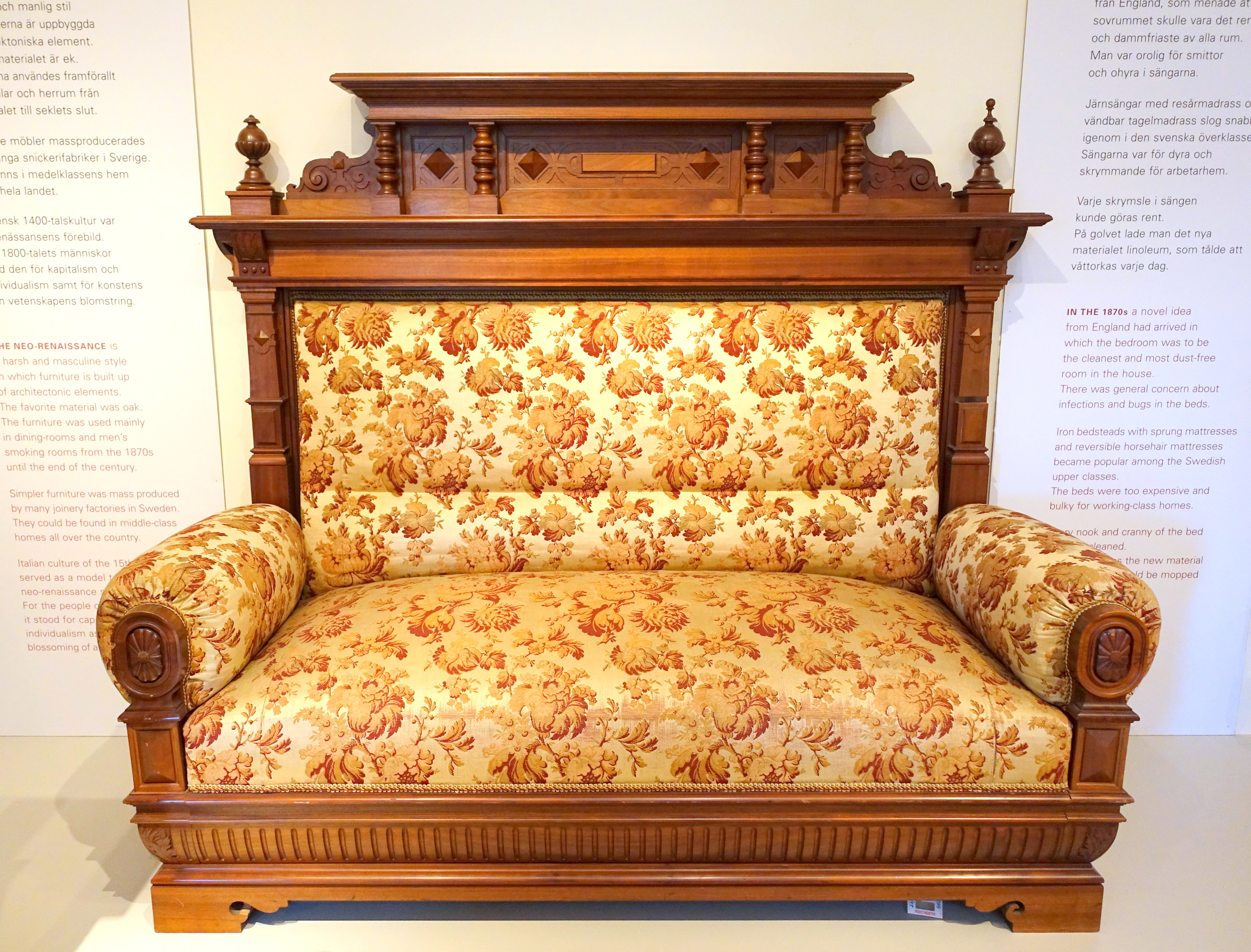
Bavlněný brokát z konce 19. století
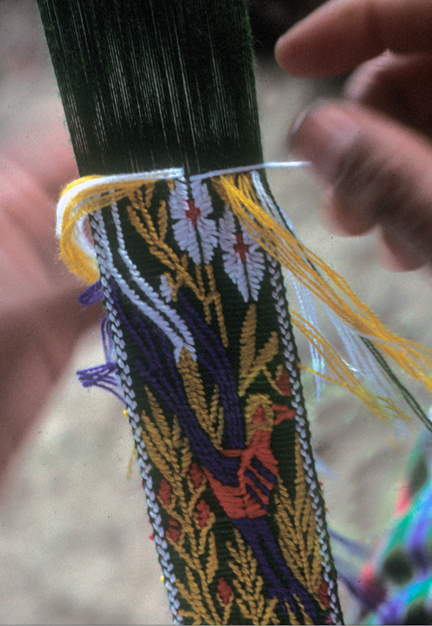
Tkaní brokátové stuhy metodou backstrap
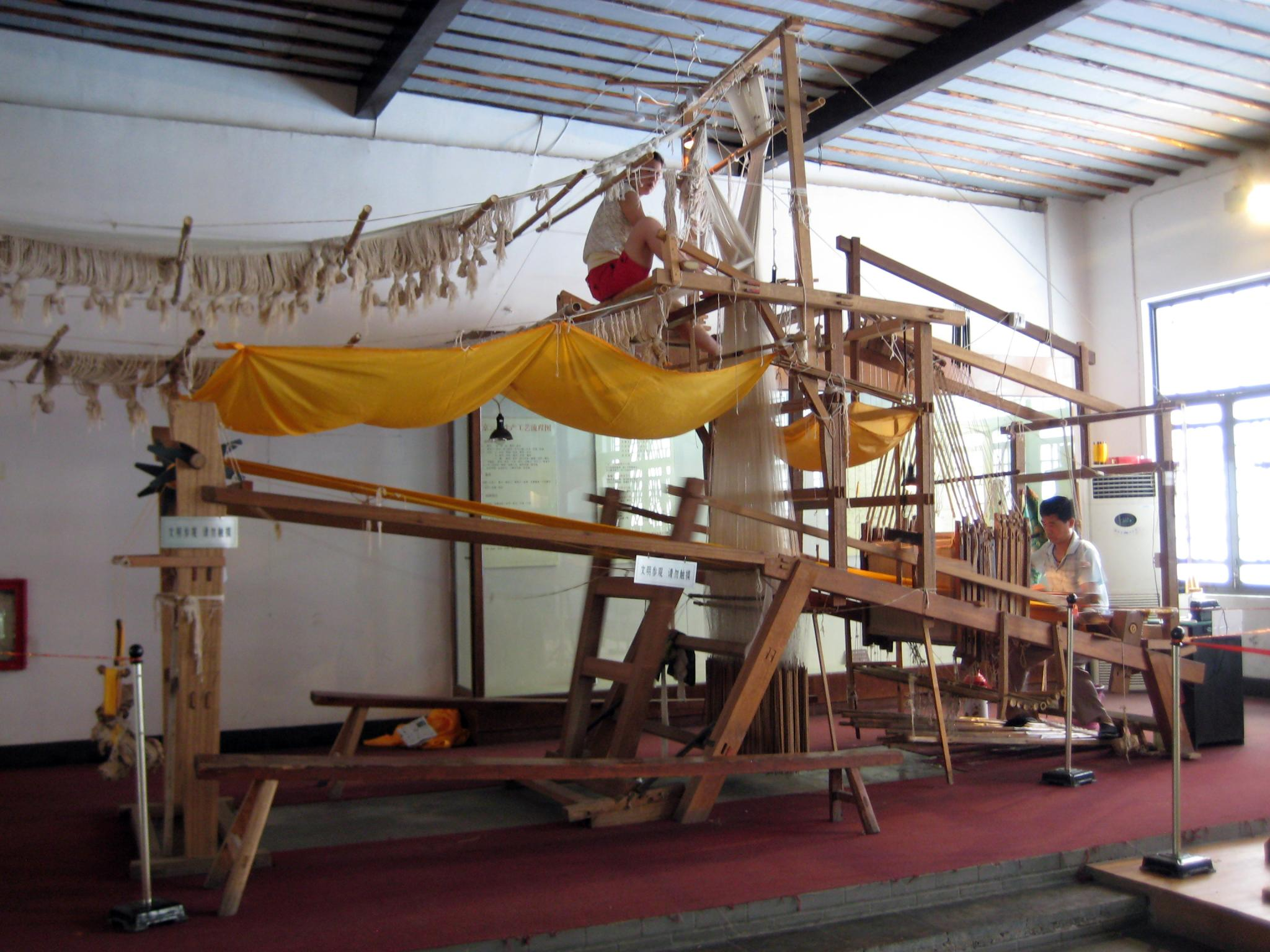
Brokátový stav (muzeum v čínském Nanjingu 2010)